# Avenida Manco Cápac (Lima)
La avenida Manco Cápac es una de las principales avenidas del distrito de La Victoria en la ciudad de Lima, capital del Perú. Es una de las más antiguas del distrito y continúa el trazo de la avenida Abancay de norte a sur a lo largo de 15 cuadras desde la avenida Miguel Grau hasta la avenida México donde existe un paso a desnivel conectado a la vía expresa del Paseo de la República.

## Historia
En 1868, el presidente, José Balta, dispuso la demolición de las murallas de Lima, que se levantaban donde actualmente se ubica la avenida Miguel Grau. Afuera de las murallas se ubicaban algunas casas, que con esa modificación, dieron lugar al barrio de La Victoria que impulsó el gobernante. Una de las primeras vías establecidas en dicho barrio, fue la vía que actualmente es la avenida Manco Cápac, nombrada así en honor a Manco Cápac, primer emperador inca del Tahuantinsuyo. 
Antiguamente, en cada cuadra se ubicaba el busto de un emperador inca. En los últimos años, solo se conservaba el busto ubicado en la segunda cuadra, para el 2021 ya no queda ninguno, más que los pedestales en algunas cuadras. Al igual que el distrito de La Victoria, la avenida sufrió un considerable deterioro, siendo una de las vías más congestionadas y sucias de la ciudad, a la vez que mostraba alta incidencia delictiva. En 2005, se realizó un mantenimiento a la vía. Al año siguiente, el alcalde de Lima, Luis Castañeda Lossio, construyó un paso a desnivel que, naciendo de la vía expresa del Paseo de la República, va por sobre la avenida México y da ingreso expreso a la avenida.

## Recorrido
Su recorrido se inicia en la avenida Miguel Grau limitando con el distrito de Lima. La primera cuadra es muy comercial, se encuentra el antiguo Cine Beverlly que actualmente solo pasa películas para un público adulto. En la segunda cuadra se inicia un carácter residencial manteniéndose los establecimientos comerciales. En la tercera cuadra está el canal de televisión RBC, en el número 333 de esta vía.
En la cuadra 4 se ubica la plaza Manco Cápac donde se encuentra un monumento a este inca, donado por la colonia japonesa con motivo del Centenario de la Independencia del Perú. El perímetro de Plaza lo conforman también al oeste, la avenida Iquitos, donde se ubican el Municipio del distrito y la Parroquia de Nuestra Señora de las Victorias; al norte, la avenida 28 de Julio; y al sur, la avenida Jaime Bausate y Meza, anteriormente denominada avenida Bolívar. En esta cuadra, se ubica el centro comercial Manco Cápac y el Comedor Popular No.3, administrado por el Ministerio de Salud del Perú. En la intersección con Bausate y Meza se encuentra un supermercado Metro.
En la cuadra 7 está un local de supermercados Maxiahorro. En la cuadra 8, se ubica el Mercado Municipal Manco Cápac. Y en la cuadra siguiente, en el 956, se ubicó el antiguo Cine Lux (actualmente demolido) y en el segundo piso del cine, donde antiguamente tenía su sede el Club Alianza Lima. A partir de la cuadra 9, hay viviendas, y en la intersección con la avenida México, se ubica la rampa de acceso proveniente de la avenida Paseo de la República (Vía Expresa), construida en el año 2005.